# 807 Azerski Batalion Piechoty
807 Azerski Batalion Piechoty (niem. Aserbeidschanische Infanterie Bataillon 807, ros. 807-й азербайджанский пехотный батальон) - oddział wojskowy Wehrmachtu złożony z Azerów podczas II wojny światowej.

## Historia
Batalion został sformowany 7 grudnia 1942 r. w Jedlni. Na jego czele stanął kpt. Welge. Formalnie wchodził w skład Legionu Azerbejdżańskiego. Od pocz. 1943 r. zwalczał partyzantkę w rejonie Briańska. W listopadzie tego roku przeniesiono go do okupowanej południowej Francji, gdzie działał w rejonie Cavalaire-sur-Mer-Saint-Tropez. Podporządkowano go 242 Dywizji Piechoty gen. Johannesa Bäßlera. W poł. kwietnia 1944 r. został przemianowany na IV Batalion 765 Pułku Grenadierów 242 DP. Dowództwo batalionu przejął kpt. Weber. Po desancie wojsk alianckich 18 sierpnia 1944 r., następnego dnia oddział został zniszczony.